# جهد بين الرجلين

جهد بين الرجلين: هنا يتكون فرقا في الجهد على الأرض فيمر تيارا كهربائيا بين الرجلين. وكلما كان فرق الجهد كبيرا كلما كان التأثير أشد على الشخص. (في تلك الحالة يجب تصغير الخطوة جدا جدا عند الابتعاد عن الكابل المقطوع حتى يكون فرق الجهد بين الرجلين صغيرا.

جهد بين الرجلين أو فرق جهد بين الرجلين  (بالألمانية: Schrittspannung) هو نشأة فرق جهد بين نقطتين على الأرض بسبب تلامس كابل حامل للتيار الكهربائي مع الأرض. فإن اقتراب شخص في تلك المنطقة الخطرة تؤدي إلى نشأة فرق جهد بين الرجلين، ويمر تيارا كهربائيا بين رجلين مهددا حياة الإنسان أو الحيوان.
وينشأ الجهد الخطوي عندما يمر تيارا كهربائيا على الأرض، هذا يحدث مثلا عند سقوط البرق على الأرض أو تلامس كابل كهربائي مع الأرض.
هذه المنطقة جد خطرة خاصة عندما يتعلق الأمر بكابل من كابلات الجهد العالي حيث يتكون فرقا في الجهد على الأرض في شكل قمعي، فإذا اقترب إنسان من تلك المنطقة يمر تيارا كهربائيا شديدا بين رجليه مما يهدد حياته، أو حياة حيوان يقف في تلك المنطقة.

## نشأته
إذا وصل تيار كهربائي شديد إلى الأرضية (يتسبب البرق في توصيل عدة عشرات الآلاف أمبير خلال فترة قصيرة إلى الأرض)، وهذا التيار ينشىء طبقا لقانون أوم في المقاومة الكهربائية الأرضية جهدا كهربائيا. فإذا تواجد إنسان أو حيوان في المنطقة الساري فيها التيار الكهربائي ملامسا لنقطتين على الأرض يختلف الجهد الكهربائي فيهما، فقد يكون هذا الفرق في الجهد بالغا 1000 فولت ويتسبب في الإصابة بالكهرباء. توزيع الجهد الكهربائي في الأرض بادئا من نقطة تلامس الكبل الكهربائي مع الأرض يكون في شكل مخروط (أنظر الصورة).
يعتمد مقدار فرق الجهد الكهربائي بين الرجلين (أو بين نقطتين على الأرض بصفة عامة) على:
- كثافة التيار الكهربائي في موقعي تلامس الرجلين على الأرض (كلما زاد الاقتراب من الكبل الكهربائي كلما زادت كثافة التيار) (كثافة التيار تساوي شدة التيار/متر مربع).
- مقاومة الأرض (كلما كانت المقاومة الكهربائية للأرضية عالية يزداد فرق الجهد بين النقطين.
- شدة التيار الأصلية.
- موضع نقطتي الوقوف والمسافة بينهما.

## طرق الوقاية

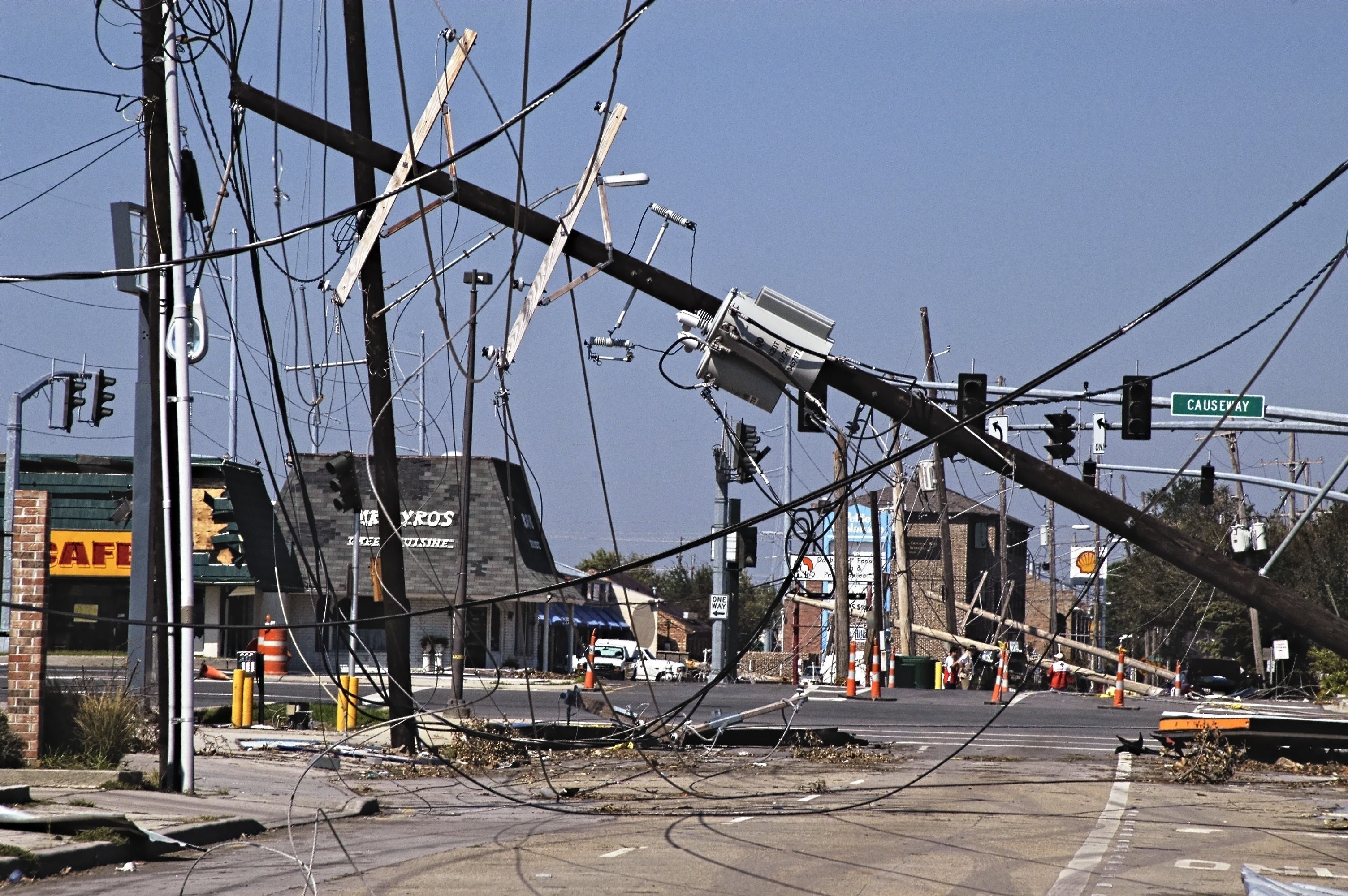
جهد بين الرجلين: سقوط كابلات كهربائية من جراء إعصار، الاقتراب من نقطة تلامس الكابل مع الأرض تشكل خطرا على المقترب منها بسبب تشكل فرقا في الجهد الكهربائي بين الرجلين.

منع سريان التيار في الجسم إذا كان تلامس الجسم مع الأرضية في نقطة واحدة فقط. ففي منطقة توزيع الجهد الكهربائي يكون الوقوف بقدمين مضمومين هو أسلم الطرق. ولذلك يجب ضم الرجلين عند حدوث البرق والجلوس القرفصاء (لكي لا يجذب المرء البرق إليه)؛ ولكن لا يجب الجلوس على الأرض أو الاستلقاء - وإلا فإن الإنسان يعرض نفسه للموت إذا ضرب البرق بالقرب منه.

## وصلات داخلية
- تيار الجهد العالي المستمر
- صدمة كهربائية
- أخطار الكهرباء
- حث كهروسكوني
- نقل الكهرباء
- خط جهد عالي
- تيار الجهد العالي المتردد
- محطة توليد طاقة كهربائية